# Hydaticus devexus
Hydaticus devexus är en skalbaggsart som beskrevs av Trémouilles 1996. Hydaticus devexus ingår i släktet Hydaticus och familjen dykare. Inga underarter finns listade i Catalogue of Life.